# Giuseppe Aureli
Giuseppe Aureli (* 1858 in Rom; † 1929 in Anzio) war ein italienischer Maler.
Giuseppe Aureli wurde 1858 in Rom geboren. Er besuchte die Kunstakademie von San Luca. 1883 stellte er in Rom, 1884 in Turin aus. 1888 und 1900 stellte er in München aus, und 1889 war er auf der Weltausstellung in Paris vertreten. Von 1900 bis 1907 und 1913 war er auf der Internationalen Ausstellung der römischen Aquarellmaler vertreten.
Giuseppe Aureli machte sich einen Namen als Historienmaler und als Porträtmaler der italienischen Königsfamilie. Ein weiterer Themenkreis waren orientalische Motive wie Harems- und Basarszenen, obwohl Aureli niemals den Orient besucht hatte.